# Зоринский (посёлок)
Зоринский — посёлок в Саратовском районе Саратовской области Российской Федерации. С 1 января 2022 года входит в состав городского округа Саратова.

## Физико-географическая характеристика
Посёлок Зоринский располагается на севере Саратовского района, в 4 километрах от административного центра поселения посёлка Расково и в 6 километрах от областного центра города Саратова. Посёлок находится рядом с окружной автодорогой и с Вольским трактом, имеет с него асфальтовый съезд, переходящий в улицы. Железнодорожная ветка с одноименной станцией Зоринский, перегон «Зоринский» — «Сокурский тракт», проходит вдоль всего населённого пункта. Здесь остановку делает пригородный электропоезд. Регулярное автобусное сообщение в город Саратов - маршрут №463 - было прекращено в 2015 году.. 
Климат
Климат в посёлке близок к умеренно-холодному климату. Количество осадков является значительным даже в засушливый месяц (согласно классификации климатов Кёппена — Dfa). Среднегодовая температура в Зоринском — 6,6 °C. Самый сухой месяц — март с 25 мм осадков. В августе количество осадков достигает своего пика — в среднем 44 мм.
Часовой пояс
Зоринский, как и вся Саратовская область, находится в часовой зоне МСК+1. Смещение применяемого времени относительно UTC составляет +4:00.
Уличная сеть
В посёлке три улицы: Новая, Дорожная, Станционная. Также к селу относится территория садового некоммерческого товарищества СНТ Зорька. В границах посёлка расположены территории нескольких промышленных зон. 

## Население
| 2002 | 2010 |
| ---- | ---- |
| 552  | ↗579 |

На 1 января 2020 года в хуторе проживало 546 человека.

## Экономика
Посёлок Зоринский относится к населённым пунктам с развитой сетью промышленных зон. Здесь разместились и успешно осуществляют свою деятельность мясокомбинат "Фамильные колбасы", мясоперерабатывающее предприятие "Зоринское", автосервисный центр DAF, торгово-транспортная компания, производственная компания "Бетон-Микс", фабрика мебельного стекла, официальный дилер "ГАЗ", автоцентр "КАМАЗ", дорожно-строительная компания, оптовый центр по торговле запчастями для иномарок и другие.

## Инфраструктура
В посёлке осуществляют свою деятельность:
- фельдшерско-акушерский пункт,
- библиотека, в которой находятся 6070 экземпляров книг, 14 наименований периодических изданий. Пользуются библиотекой 250 человек[10].
- почтовое отделение, магазины.

Детей школьного возраста на обучение подвозят на современном школьном автобусе в школу, находящуюся в поселке Расково.

## Достопримечательности
- Недалеко от посёлка, на съезда с автотрассы находится комплекс "Братская могила венгерских военнопленных". Это воинское захоронение солдат нацистов, содержавшихся в Саратове. Это одно из крупнейших захоронений военнопленных. Содержание этого мемориала обеспечивает московская ассоциация "Военные мемориалы"[11].
- Пруд "Серебряный", также расположился недалеко от посёлка на съезде с автотрассы. Здесь отличная рыбалка и отдых на природе[12].